# W Возничего
W Возничего (лат. W Aurigae), HD 281118 — одиночная переменная звезда в созвездии Возничего на расстоянии (вычисленном из значения параллакса) приблизительно 3454 световых лет (около 1059 парсеков) от Солнца. Видимая звёздная величина звезды — от +15,3m до +8m.

## Характеристики
W Возничего — красная пульсирующая переменная звезда, мирида (M) спектрального класса M3e-M8e или M3. Эффективная температура — около 3293 К.